# 桶騎士
《桶騎士》，也译作《煤桶骑士》（德語：Der Kübelreiter）是弗朗茨·卡夫卡的短篇小說，寫於1917年。它於1921年首次发布在《布拉格出版报》（Prager Presse），在卡夫卡死後在《興建中的中國長城》（Beim Bauder Chinesischen Mauer，柏林，1931年）中出版。在英语世界，它的第一部英文譯本由馬丁·塞克（Martin Secker）1933年在倫敦出版。它也出現在了《興建中的中國長城》一书中（Schocken Books，紐約，1946年）。
這個故事是關於一個人尋找煤炭來裝滿他的桶的。他是個窮人，希望煤炭經銷商能慷慨地借給他一些煤炭。他聲稱他將在以後支付煤炭費用。當他到達時，他懇求加些煤炭，但很快就發現煤炭經銷商和他的妻子沒有註意到他的需要。煤炭經銷商妻子尤其無視他，甚至鄙視她。他憤怒地離開了他們，“登上冰山……永遠迷失了。”
這個故事，其中大部分是對話，被解釋為關於人與人之間由於天生的差異而不可避免的衝突的話語。另一種解釋是，桶騎士和煤炭商之間的衝突是由於語言既是人與人之間的障礙又是橋樑。